# NASCAR Racing
NASCAR Racing – gra komputerowa typu wyścigi, wyprodukowana przez Papyrus Design Group i wydana w 1994 roku.

## Opis gry
Gracz wciela się w rolę kierowcy startującego w serii NASCAR. Ważną cechą gry, która odróżniała ją od wcześniejszych tego typu gier (np. Richard Petty’s Talladega czy Bill Elliott’s NASCAR Challenge) tym, że posiadała wykupioną licencję na większość zespołów (wraz z ich sponsorami) i kierowców (w grze nie występowali tacy ówcześni kierowcy jak m.in. Dale Earnhardt, Bill Elliott, Dale Jarrett, Kyle Petty i Darrell Waltrip).
Gracz mógł współzawodniczyć z maksimum 38 innymi rywalami (na krótkich torach typu Bristol Motor Speedway czy też Martinsville Speedway z 32), istniał również tryb gry wieloosobowej (np. za pomocą LAN).
Jakkolwiek domyślnym trybem graficznym był tryb VGA, tak wersje wydawane na płytach CD-ROM oferowały również tryb SVGA, który można było osiągnąć za pomocą wpisania w wierszu poleceń komendy nascar -h, jednakże większość ówczesnych komputerów klasy PC posiadała procesory 486 lub posiadające niską częstotliwość taktowania procesory Pentium.
W grze istniały następujące tory (oznaczone gwiazdką jedynie w dodatku):
- Atlanta Motor Speedway;
- Bristol Motor Speedway;
- Darlington Raceway;
- Loudon;
- Martinsville Speedway;
- Michigan International Speedway;
- Phoenix International Raceway;
- Talladega Superspeedway;
- Watkins Glen International;
- Charlotte*;
- Dover Downs*;
- North Wilkesboro Speedway*;
- Pocono Raceway*;
- Richmond International Raceway*;
- Rockingham Speedway*;
- Sears Point*.

Wśród torów brakowało między innymi torów Daytona International Speedway czy Indianapolis Motor Speedway.
Realizm w grze stał na wysokim poziomie. Wiernie oddano model zniszczeń, z tym, że gracz mógł włączyć niezniszczalność swojego samochodu. Występowały żółte flagi (oznaczające niebezpieczeństwo na drodze) a podczas wypadków na tor wyjeżdżał pace car. Gracz mógł również dokonać indywidualnych ustawień swojego samochodu na konkretny wyścig, np. ustawić ilość paliwa, ciśnienie w oponach, przełożenia skrzyni biegów, nachylenie tylnego spojlera etc.
W grze znajdował się również dodatek (nazwany Paintkit), dzięki któremu gracz mógł w dowolny sposób przemalować samochód, zmienić jego markę (do wyboru były Chevrolet Lumina, Ford Thunderbird i Pontiac Grand Prix) oraz markę opon (do wyboru Goodyear i Hoosier).
W grze nie było głosu ludzi (np. poleceń szefostwa zespołu czy komentarza), wyjątkiem było intro do gry, gdzie były kierowca NASCAR Ned Jarrett mówi: "I'm Ned Jarrett. From Papyrus, this is NASCAR Racing" ("Jestem Ned Jarrett. Oto NASCAR Racing od [firmy] Papyrus"). Muzykę do gry wykonywał zespół Skid Row, a jego basista, Rachel Bolan, pojawia się jako jeden z kierowców.